# Karl Friedrich Schinkel
Karl Friedrich Schinkel (13 tháng 3 năm 1781 - 9 tháng 10 năm 1841) là một kiến trúc sư, chuyên gia quy hoạch đô thị và họa sĩ người Phổ. Ông cũng thiết kế nội thất và sân khấu. Schinkel là một trong những kiến trúc sư nổi tiếng nhất của Đức và đã thiết kế cả các kiến trúc tân cổ điển và tân gothic.